# 高山外国人避暑地

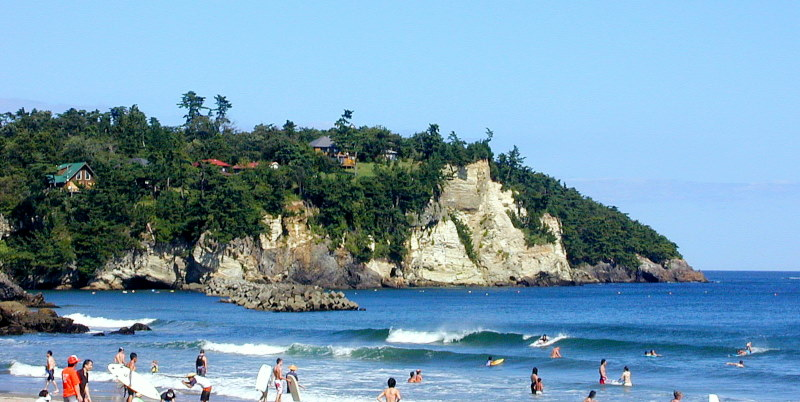
小豆浜サーフスポットから見た高山外国人避暑地の戸谷場地区（2009年8月）

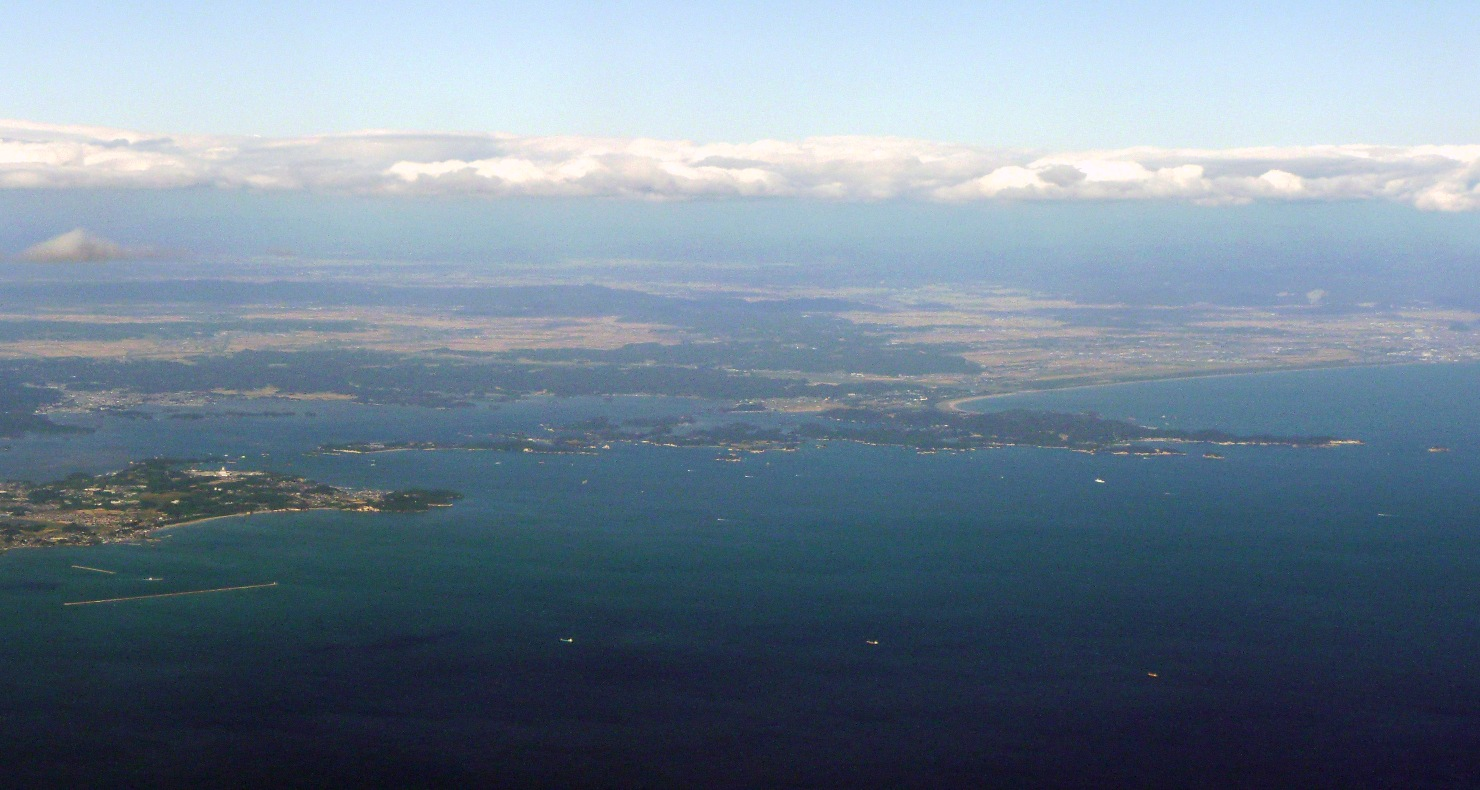
松島湾の湾口部の空撮（2009年10月）。写真左側から延びる七ヶ浜半島南東端の丘陵上に鼻節神社、花淵灯台（御殿山東斜面）、および戸谷場地区（御殿山西斜面）があり、表浜を挟んで西側の高台に高山地区がある。

高山外国人避暑地（たかやまがいこくじんひしょち）、または、高山国際村（たかやまこくさいむら）は、宮城県宮城郡七ヶ浜町花渕浜字高山にある太平洋に面した外国人専用避暑地である。戦前は「高山外人部落」とも呼ばれた。
明治時代に、仙台在住のアメリカ人医師フランク・ハレルが病気の妻の療養地として見出し、アメリカ人宣教師らによって避暑地として開発された。外国人により「山の軽井沢、湖の野尻湖、海の高山」と称され、「日本三大外国人避暑地」の一つとされた。

## 概要
高山外国人避暑地は、松島丘陵東端が太平洋の仙台湾に没して形成された松島湾の南側を形成する七ヶ浜半島の南東端の高台にある。仙台市から見て北東の仙塩地区に位置する。高山は「特別名勝松島」および「県立自然公園松島」の指定範囲内に位置し、日本三景の一つである松島の一角を成す。
高山海水浴場があり外人浜と通称される表浜を挟んで西側の「高山」（北緯38度17分45.2秒 東経141度4分29.8秒）と東側の「戸谷場」（北緯38度17分40.1秒 東経141度4分50.3秒）の2つの地区からなり、高山ビーチカンパニーによって管理されている。面積は約3万坪で、2000年代の時点で46棟の家屋が建つ。明治期からの家屋は数棟のみで、ほとんどが建て替えられた。高山に別荘を所有する外国人は、夏の1ヶ月間はそこに住まなければならないというルールがあると言われるが、本居として長年住んでいる者もいるため、「高山外国人居住区」と呼ばれる場合もある。
避暑のために7月中旬から8月下旬にかけて高山を訪れる外国人は当初、学校の教師や宣教師等であったが、戦前の最盛期には各国の在日大使館員等が多くなり、また、上海や香港、広東からも宣教師等が避暑に訪れて、1934年には別荘38棟、170人程度の人々が集まった。戦後の占領期には進駐軍に接収され、仙台に進駐したアメリカ軍などが使用した。近年は一般の欧米人、特に北欧人が多いといわれ、日本各地やアメリカなどから多い時には80人程度の国籍も教派も異なる外国人が集って来る。
以前は、周辺の日本人住民から当避暑地は「外人部落」、外国人避暑客は「高山外人」とも呼ばれた。ただし、東北地方で部落は集落という意味であり、差別的な意味あいは無い。また、外国人避暑客に対する差別も無かったという。またかつて、多数の日本人女性がメイドとしてここで働いていた。慰問旅行でメイドらが松島を訪れ、小船で遊覧する様子を写した写真が七ヶ浜国際村のプリマスハウスに展示されている。
周辺の浜辺は海水浴場やサーフスポットとして日本人も利用するようになり、特に菖蒲田海水浴場は宮城県内では利用客上位の海水浴場となっている。また、高山外国人避暑地に隣接する高台に七ヶ浜国際村が建設され、様々な国際交流の場として利用されている。東日本大震災後には、花渕浜に「ヤーン・アライブ（毛糸生き生き）・ハウス」（正式名称：旧花渕浜集会所）が開設され、日本人と避暑地の外国人が一緒に編み物を通じて被災者・難民を支援する活動が続いている。

## 特徴
「日本三大外国人避暑地」の内、軽井沢では初めて外国人が別荘を建てた5年後の1893年（明治26年）には日本人所有の別荘が建てられ、第一次世界大戦による大戦景気以降は外国人避暑客より日本人の方が上回るようになった。野尻湖では1912年（明治45年）に日本人が旅館（後にホテル）を建設し、1921年（大正10年）に外国人別荘地が開村、その後も周辺に数々の観光施設が開設されている。
高山の場合は、戦前からの組織である高山ビーチカンパニーが戦前の慣習を踏襲して現在も高山を管理しているため、軽井沢や野尻湖とは異なる歴史が続いている。外国人のみに所有が限定され、転売の際も高山ビーチカンパニーを通して外国人限定でなされているため、地価上昇や乱開発から逃れてきた。
一時期、町おこしのために町で開発する計画が持ち上がったが、それまでの開発抑制によって明治期の七ヶ浜の自然が残り、かつ、良好な外国人との隣人関係がある高山を保護したいと考えた当時の町長により開発は見送られた。現在も私有地にあたるため、通常、関係者以外は立ち入り禁止であるが、年に数回の地元の人との交流会が続けられている。

## 歴史

### 前史
江戸時代の鎖国政策が幕末の1858年（安政5年）に安政五カ国条約によって開国に転換すると、開港場に外国人居留地が設けられ、日本に外国人が居住するようになった。
鎖国前の東北地方には、外国人宣教師が定住したり、外国人商人などが訪問したりする例が見られ、また、開国後の東北地方を旅行したり、布教活動のために訪問した外国人もいたが、開国後の東北地方に初めて定住した外国人は尚絅学院（北緯38度16分4.5秒 東経140度51分28.4秒）の基礎を創った宣教師のE.H.ジョンズとされ、1884年（明治17年）12月から宮城県仙台区（現仙台市）に住み始めた。仙台ではその後、1886年（明治19年）に仙台神学校（北緯38度16分25.6秒 東経140度51分42.9秒。後の東北学院）および宮城女学校（北緯38度15分27.7秒 東経140度52分33.8秒。後の宮城学院）、1893年（明治26年）に仙台女学校（北緯38度15分56.8秒 東経140度52分42.2秒。後の仙台白百合学園）などのミッションスクールが創立されて外国人宣教師の定住が増え、他方、1887年（明治20年）4月には国により（旧制）第二高等学校（北緯38度15分12.6秒 東経140度52分21.5秒。後に東北大学に合流）が創立されてお雇い外国人も定住した。外国人宣教師の私的調査によると、1890年代初頭に仙台に居住していた外国人は、男性8人、女性13人、子供17人とされる。
1887年（明治20年）12月15日に、日本鉄道本線（現在のJR東北本線）が東京府下谷区（現東京都台東区）の上野駅から仙台区の仙台駅を経て塩竈駅（北緯38度19分8.4秒 東経141度1分34.1秒。のちの塩釜線・塩釜埠頭駅。現在の塩釜駅（北緯38度18分34.4秒 東経141度0分35.4秒）とは異なる）まで開通した。これにより、塩釜港から松島を経て石巻港へと繋がる航路「松島海道」に東京や仙台からの鉄道が接続することになるが、塩竈駅に近い高山への東京や仙台からのアクセスも容易になった。

### 避暑地として
1888年（明治21年）、仙台の（旧制）第二高等学校に英語教師として勤めていた米国聖公会の宣教医のフランク・ハレルが、ハンティングのために現七ヶ浜町域を訪れ、高山を病気の夫人の療養地として見出した。翌1889年（明治22年）、仙台神学校のデヴィッド・ボウマン・シュネーダーやハレルらが、日本人の友人の名義をもって、花渕浜の高山地区を別荘用地として10年契約で借り受けた。仙台在住のアメリカ人宣教師により7棟の別荘がここに建てられ、高山の避暑地としての歴史が始まる。
1888年は、高山に隣接する菖蒲田海水浴場（北緯38度17分20.2秒 東経141度3分54.9秒）が日本で3番目の海水浴場として開場した年であり、1889年は町村制の施行で七ヶ浜村（人口4,157人）が誕生した年でもある。1890年（明治23年）には、アメリカ合衆国のバービー商会から購入された西洋野菜の種子で、ズッキーニ、ビーツ、ルバーブ、セロリ、パセリ、ラズベリーなどが栽培された。これは東北地方で最初の西洋野菜栽培例と考えられている。1899年（明治32年）になると日英通商航海条約が発効し、これにより内地雑居が始まった。
1907年（明治40年）、日露戦争を機に外国人から毎年の賃貸契約更新に不安の声が上がったため、4人の外国人に一括して高山地区の地上権を満999年間に渡って与える約束が交わされた。これは計算上2906年までの契約で、地上権料は1,154円である。別荘地全体の管理運営のため高山ビーチカンパニー（高山開墾合資会社 Takayama Reclamation Joint Stock Company）が設立され、年次総会で選出される8人の委員による合議制で運営されるようになった。この後、避暑客や住民が増えるにつれ、土地が追加されていった。1917年（大正6年）には、乳牛飼育のためにシュネーダーは花渕浜金色に牛舎を建てた。また1934年（昭和9年）より8月中旬に宮城県が主催する「国際親善の夕べ」が開催された。
この頃、高山に滞在した著名人として、関西学院第4代院長のコーネリアス・ジョン・ライトホール・ベーツがいる。ベーツは一家で毎夏ここを訪れていた。ベーツは1902年（明治35年）に来日し、1910年（明治43年）に関西学院に赴任、1920年（大正9年）に関西学院第4代院長に就任し、1940年（昭和15年）に辞任して帰国した。また、1935年（昭和10年）、東京帝国大学に留学中のヒュー・ボートンも家族と共に高山で一夏を過ごした。1936年（昭和11年）から5年間、東北帝国大学で教鞭を執った哲学史家のカール・レーヴィットも高山に逗留した。外交官の糠沢和夫の父である糠沢仙吉は学生時代、休みの日に現在の福島県本宮市から高山の外国人に英語を習いに来ていた。
1941年（昭和16年）、日本とアメリカの関係が悪化して開戦必至の状況になると、高山の外国人達が土地の権利と動産、不動産の売却を七ヶ浜村に申し出た。七ヶ浜村が高山ビーチカンパニーの管理地を買収する仮契約が11月に結ばれ、太平洋戦争開戦後の1942年（昭和17年）3月に本契約が行われた。買収金額は6万円であり、これは当時の七ヶ浜村の年間経常費5万円の1.2倍に相当した。この前月の2月には、日本軍のシンガポール占領に際し、七ヶ浜村長を先頭に村民が大挙として高山に押し寄せ、3本の松の木に各々等身大のアメリカ合衆国大統領ローズベルト、イギリスの首相チャーチル、中華民国総統蔣介石の絵を巻き付け、銃剣で突いては万歳を叫ぶという事件が発生した。
1945年（昭和20年）第二次世界大戦が終結すると、日本各地に連合国軍が進駐を始めた。宮城県においては9月11日に最初の進駐軍となるアメリカ軍の第11空挺師団の先遣隊106人がジープに分乗し、横浜から陸路で松島パークホテルに到着してこれを接収した。これによって宮城県における連合国軍占領期が始まった。9月15日にはアメリカ軍の第8軍指揮下の第14軍団の司令官が塩釜港に上陸し、9月16日に進駐軍が鉄道とトラックで仙台入り開始した。9月26日になると、宮城県に進駐したアメリカ軍は約1万人まで増加した。仙台に進駐した連合国軍は1948年（昭和23年）に高山地区や周辺の浜辺などを接収し、ここに海水浴のための脱衣所やシャワー室、休憩室など数棟を建てた。
この戦後の連合国軍の統治においては、戦前や戦中における連合国関連外国人の権益処理が行われ、この中で太平洋戦争開戦前後に七ヶ浜村と外国人の間で行なわれた高山の土地の売買が問題とされた。1951年（昭和26年）、連合国軍最高司令官総司令部の民間財産管理局 (CPC) はこの取引を不当な譲渡と見なし、七ヶ浜村に土地の返還を要求した。これに対して七ヶ浜村は、戦前にアメリカで弁護士を開業し当時代議士となっていた安部俊吾に民間財産管理局との折衝を依頼し、七ヶ浜村長や村議会議長も民間財産管理局に出頭して弁明に努めた。この時、契約当時の当事者である七ヶ浜村長の鎌田と外国人側の代表者アンケニーはすでに死去している状況だった。高山に家屋を所有していたアメリカ人滞在者の一人はアンケニーに土地の売却を依頼した覚えはないと主張し、七ヶ浜村はこれを覆す有力な資料を提示することができなかった。日本とアメリカの間で講和条約が締結される事が確実になるとこの問題は速やかに処理されることになり、最終的には七ヶ浜村は民間財産管理局の要求を受け入れた。七ヶ浜村には買収費用が戻されることになったが、村はインフレーションを鑑みて時価での返却を大蔵省に陳情したものの黙殺され、支払われた金額は当時の契約金額6万円だった。1952年（昭和27年）4月28日、サンフランシスコ講和条約が発効し、高山ビーチカンパニーに不動産等の権利が返却された。
1989年（平成元年）10月、七ヶ浜町の開村100周年、および高山避暑地開設100周年を記念して、七ヶ浜町とアメリカ合衆国マサチューセッツ州のプリマスとの姉妹都市締結の交渉が開始され、1990年（平成2年）10月3日に両町の姉妹都市締結が行われた。また1993年（平成5年）、高山外国人避暑地に隣接する高台に七ヶ浜国際村（北緯38度17分53.9秒 東経141度4分3.7秒）がオープンした。この施設の敷地内には、高山外国人避暑地の歴史資料を展示する「プリマスハウス」も設置された。
2011年（平成23年）2月、避暑地の外国人と、七ヶ浜町ボランティアセンター「避暑地サポーターボランティア」との間で、地震および津波発生時の避難行動について話し合いが持たれた。これから間もない3月11日に東北地方太平洋沖地震（東日本大震災）が発生し、これに伴う津波でコテージ群の一部が浸水した。発災時に避暑地に居住、滞在していた外国人は6箇国8名だった。後に避暑地は、外国人ボランティアの滞在地の1つとなった。3月22日には、プリマスのテレビ局が募金を呼びかける長時間のテレビ番組を実施し、最終的に1000万円を超える募金を集めた。6月7日には、避暑地に長年居住するアメリカ人女性とスコットランド人女性により、被災者の生き甲斐づくりを目的とした編み物クラブ「YARN ALIVE」（ヤーン・アライブ：毛糸いきいき）が立ち上げられた。完成した編み物は当初、同じ県内の気仙沼市や女川町の被災者に届けられたが、後に広がって各被災地や福祉施設、さらには世界の災害被災者や、フィリピン、ネパール、ヨルダン、モザンビーク等の難民にも届けられるようになった。この活動がマスメディアでも取り上げられ、世界中の個人や毛糸会社から毛糸や棒針が届けられた。7月30日、七ヶ浜国際交流協会と避暑地の住民により「表浜クリーン作戦」が実施された。
2015年（平成27年）8月、台湾や日本国内などからの寄付により「ヤーン・アライブ・ハウス」（正式名称：旧花渕浜集会所）が花渕浜に完成した。

## 施設
- サカモトストア
- Gerhard Memorial Assembly Hall（高山チャペル） … 教会
- （廃止）高山郵便局 … 夏季のみ営業していた郵便局（定期開設局）。外国人避暑客の便宜のため宮城県が設置し、為替業務も取り扱っていた。

## 周辺
- 七ヶ浜国際村
- 東北学院大学高山セミナーハウス

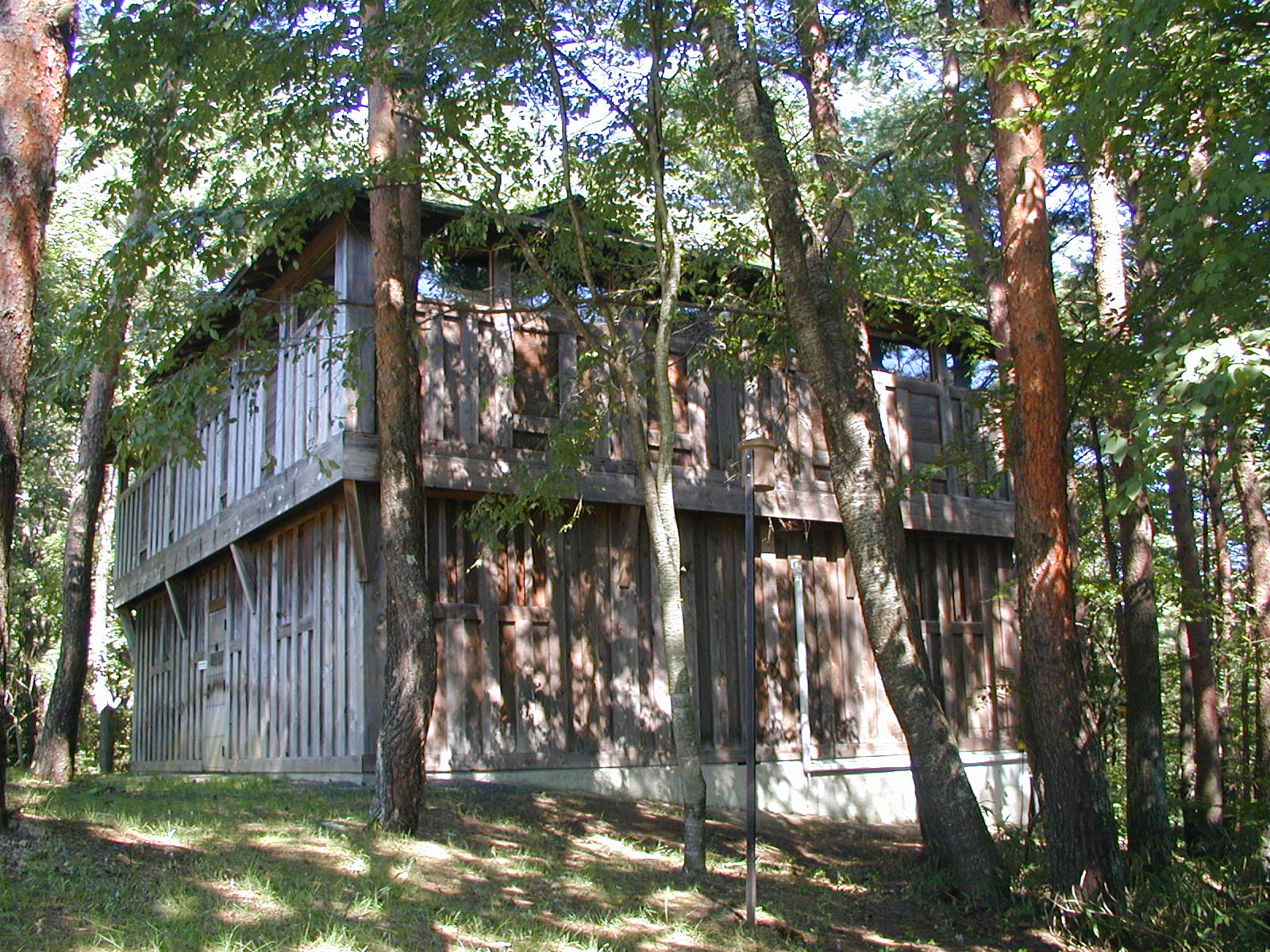
七ヶ浜国際村にあるプリマスハウス

- 小豆浜公園（北緯38度17分44.4秒 東経141度4分22.7秒）… 隣接する浜辺が小豆浜サーフスポット
- 鼻節神社（北緯38度17分45秒 東経141度5分5.2秒。アニメ『かんなぎ』のロケ地）
- 菖蒲田浜（菖蒲田海水浴場）
- 松島（北緯38度22分10.7秒 東経141度3分50.6秒）
- 仙台港

## その他
- 高山外国人避暑地に関する番組として、NHK総合テレビ「東北発見 楽園はルバーブ畑とともに～外国人避暑地と坂本家の100年～」が1997年（平成9年）10月11日に放送された[1]。
- 2009年（平成21年）春公開の映画『重力ピエロ』のロケ地の1つとなった[23]。
- 2010年（平成22年）9月16日放送のテレビ東京『空から日本を見てみよう』の宮城県の回で高山外国人避暑地が紹介された[24]。